# Valentin Samungi
Valentin Samungi   (Bucarest, 27 de gener de 1942 - 15 de setembre de 2024) va ser un jugador d'handbol romanès que va competir durant les dècades de 1960 i 1970.
El 1972 va prendre part en els Jocs Olímpics d'Estiu de Múnic, on va guanyar la medalla de bronze en la competició d'handbol. Hi jugà tres partits. En el seu palmarès també destaquen dues medalles al Campionat del Món d'handbol, de bronze el 1967 i d'or el 1970. Amb la selecció nacional jugà 113 partits en què marcà 134 gols.
A nivell de clubs jugà com a defensa al Dinamo de Bucarest entre 1966 i 1977. Una vegada retirat passà a exercir d'entrenador de la selecció romanesa júnior (1977-1985) i sènior (1989-1991). El 1991 fou nomenat assessor del Ministeri de Joventut i Esports, i entre 1995 i 1996 fou president de la Federació Romanesa d'Handbol.